# Vitplymad myrfågel
Vitplymad myrfågel (Pithys albifrons) är en fågel i familjen myrfåglar inom ordningen tättingar.

## Utbredning och systematik
Vitplymad myrfågel delas in i två underarter:
- P. a. albifrons – förekommer i södra Venezuelas anslutning till Guyana och Brasilien norr om Amazonfloden
- P. a. peruvianus – förekommer från östra Colombia till västra Venezuela, norra och centrala Peru och nordvästra Amazonområdet i Brasilien

## Status och hot
Arten har ett stort utbredningsområde, men tros minska i antal, dock inte tillräckligt kraftigt för att den ska betraktas som hotad. Internationella naturvårdsunionen IUCN listar arten som livskraftig (LC).